# Emil Iordache
Emil Iordache (n. 16 decembrie 1954, Movileni, județul Iași – d. 11 octombrie 2005, Iași) a fost critic și istoric literar, eseist, traducător, profesor universitar.

## Biografie
Emil Iordache s-a născut în anul 1954. Absolvent al Facultății de Filologie a Universității „Alexandru Ioan Cuza” din Iași (1975-1979). Mai întâi profesor în învățământul gimnazial, apoi secretar de redacție al publicației Caiete botoșănene (1983-1990), asistent universitar, lector, conferențiar, apoi profesor la Facultatea de Litere din Iași, Catedra de slavistică Petru Caraman, al cărei șef a fost între anii 1998-2005, membru al Uniunii Scriitorilor din România din anul 1990.
Opera sa cuprinde cărți de critică literară, studii și eseuri, traduceri, ghiduri de conversație.
A fost premiat de către Uniunea Scriitorilor pentru anii 1994-1997 și 2002.
A fost distins cu Ordinul „Meritul Cultural” în gradul de Cavaler, categoria A.

## Opera
A scris peste 10 cărți și a tradus zeci de autori și opere clasice ale literaturii ruse, de la Pușkin, Gogol, Tolstoi, Dostoievski, la Bulgakov, Platonov, Daniil Harms, Makanin, Blok și Venedikt Erofeev.
Câteva din titlurile cărților sale:
- Pașii Poetului (în colaborare cu Gellu Dorian), Edit. Sport Turism, București, 1989; ed. a II-a: Edit. Timpul, Iași, 2000.
- Semiotica traducerii poetice, Edit. Pan, Iași, 1993; ed. a II-a: Edit. Junimea, Iași, 2003.
- Carte către Serghei Esenin, Edit. Timpul, Iași, 1995.
- Evadări din Zoorlanda, Edit. Moldova, Iași, 1998.
- Serghei Esenin. Omul și Poetul, Edit. Junimea, Iași, 1998.
- Literatura orizontală, Edit. Timpul, Iași, 1998.
- Cărțile de pe masă, Edit. Timpul,  Iași, 2000.
- Studii despre Gogol, Edit. Timpul, Iași, 2000.
- Persanul cu nas de argint. Studii și eseuri, Edit. Moldova, Iași, 2002.
- Variațiuni pe marginea Subteranei. Studii și eseuri, Editura Junimea, Iași, 2004

Traduceri:
- Feodor Abramov, Casa, Edit. Univers, București, 1985.
- Timur Zulfikarov, Poemele peregrinărilor, Edit. Univers, 1990.
- Lev Șestov, Începuturi și sfîrșituri, Edit. Institutului European, Iași, 1993.
- Boris Pasternak, Doctor Jivago, Edit. Moldova, Iași, 1994; ed. a II-a: 1997; ed. a III-a Edit. Polirom, Iași, 2000.
- Iosif Brodski, Din nicăieri, cu dragoste, Edit. Timpul, Iași, 1995.
- Boris Pasternak, Doctor Jivago (versurile din roman), Edit. Helicon, Timișoara, 1996.
- Dmitri Merejkovski, Gogol și diavolul, Edit. Fides, Iași, 1996.
- Vladimir Nabokov, Clipa de curaj, Edit. Panteon, Piatra Neamț, 1996.
- F.M. Dostoievski, Însemnări din subterană, Edit. Timpul, Iași, 1996.
- Dmitri Merejkovski, Rusia bolnavă, Edit. Fides, Iași, 1997.
- Dmitri Merejkovski, Evanghelia necunoscută, Edit. Fides, Iași, 1997.
- Andrei Platonov, Marea subterană, Edit. Moldova, Iași, 1997.
- F.M. Dostoievski, Idiotul, Edit. Polirom, Iași, 1998.
- F.M. Dostoievski, Jurnal de scriitor (în colab.), vol. I-III, Edit. Polirom, Iași, 1998-2000.
- A.S. Pușkin, Talismanul, Edit. Polirom, Iași, 1999.
- Pavel Florenski, Stîlpul și temelia adevărului (în colab.), Edit. Polirom, Iași, 1999.
- Viktor F. Vostokov, Incursiuni în medicina tibetană, Edit. Polirom, Iași, 2001.
- N.V. Gogol, Opere, vol. II-III, Edit. Polirom, Iași, 2001.
- Nursultan Nazarbaev, Kazahstan – 2030, Chișinău, 2001.
- Nursultan Nazarbaev, În torentul istoriei, Chișinău, 2001.
- Anatoli Mariengof, Serghei Esenin, așa cum a fost, Edit. Junimea, Iași, 2002.
- Daniil Harms, Mi se spune capucin, Edit. Polirom, Iași, 2002.
- Vladimir Nabokov, Glorie, Edit. Polirom, Iași, 2003.
- Lev Tolstoi, Anna Karenina (vol. I-II), Edit. Polirom, Iași, 2003.
- Andrei Platonov, Moscova cea fericită și alte nuvele, Edit. Polirom, Iași, 2003.
- F.M. Dostoievski, Jucătorul și alte microromane, Edit. Polirom, Iași, 2003.
- Vendikt Erofeev, Moscova – Petușki, Edit. Cartier, Chișinău, 2004.
- Vladimir Makanin, Underground sau Un erou al timpului nostru, Edit. Polirom, Iași, 2004.
- Alexandr Blok, Versuri despre Preafrumoasa Doamnă, Editura Cartier, Chișinău, 2003
- Aurul lumii ( în colaborare cu Leonte Ivanov), Edit. Arc, Chișinău, 2005